# كازبوست
كازبوست (في بعض الأحيان منمق مثل KazPost ) هي خدمة البريد الوطنية في دولة كازاخستان .

## روابط خارجية
- الموقع الرسمي